# ヘンドン・セントラル駅
ヘンドン・セントラル駅（ヘンドン・セントラルえき、英語：Hendon Central tube station）はロンドン北西部、バーネット・ロンドン特別区、ヘンドンにあるロンドン地下鉄の駅である。
当駅はノーザン線エッジウェア支線のコリンデイル駅とブレント・クロス駅の間にあり、トラベルカード・ゾーン2とトラベルカード・ゾーン3の境界上にある。
当駅はブレント駅（後にブレント・クロス駅に改称）とともに、1923年11月19日、ロンドン電気鉄道の一路線だったハムステッド・チューブのゴルダーズ・グリーン駅からの第一期延伸線の駅として開業した。当駅は当初路線の終点だったが、1924年8月18日に第二期延伸としてエッジウェア駅までの延伸が行われ、途中駅となった。

## 歴史
当駅とコリンデイル駅の間には短いトンネルがあるが、当駅はゴルダーズ・グリーンから先の各駅と同様、地上駅である。当駅が開業したとき、駅北側にあるヘンドン集落以外駅周辺には何もなかったが、駅開業からほどなくしてロンドンの近郊区間としての開発が進んだ。当駅の駅舎はドーリア式列柱のポルチコを備えるスタンレー・ヒープスによる後期ジョージ朝様式のもので、第2級文化財指定建築である。
当駅周辺は駅開業時にほぼ未開の状態だったため、駅と駅周辺の市街が同時に開発された。当駅は新しく作られる市街の中心かつ、新市街の象徴的建築となることが意図されていた。直径240フィート (73 m)の範囲に建設された市街は4つの道路によって区分され、この道路によってヘンドンと周囲のすべての地域にアクセスすることが出来た。ヘンドンには「セントラル・サーカス」と呼ばれるロータリーがあったが、後年通常の信号による交差点に改修されている。1932年に著された記事には、「鉄道駅と道路計画が同時に行われた秀逸な事例」であり、「開業後わずか9年にして、駅を中心とした市街はかつてない規模で広がっていく」「町の中心となる」と紹介されている・

## バス路線
ロンドンバス83、113、143、186、324、326、深夜バスN113が当駅を経由する。

## ギャラリー

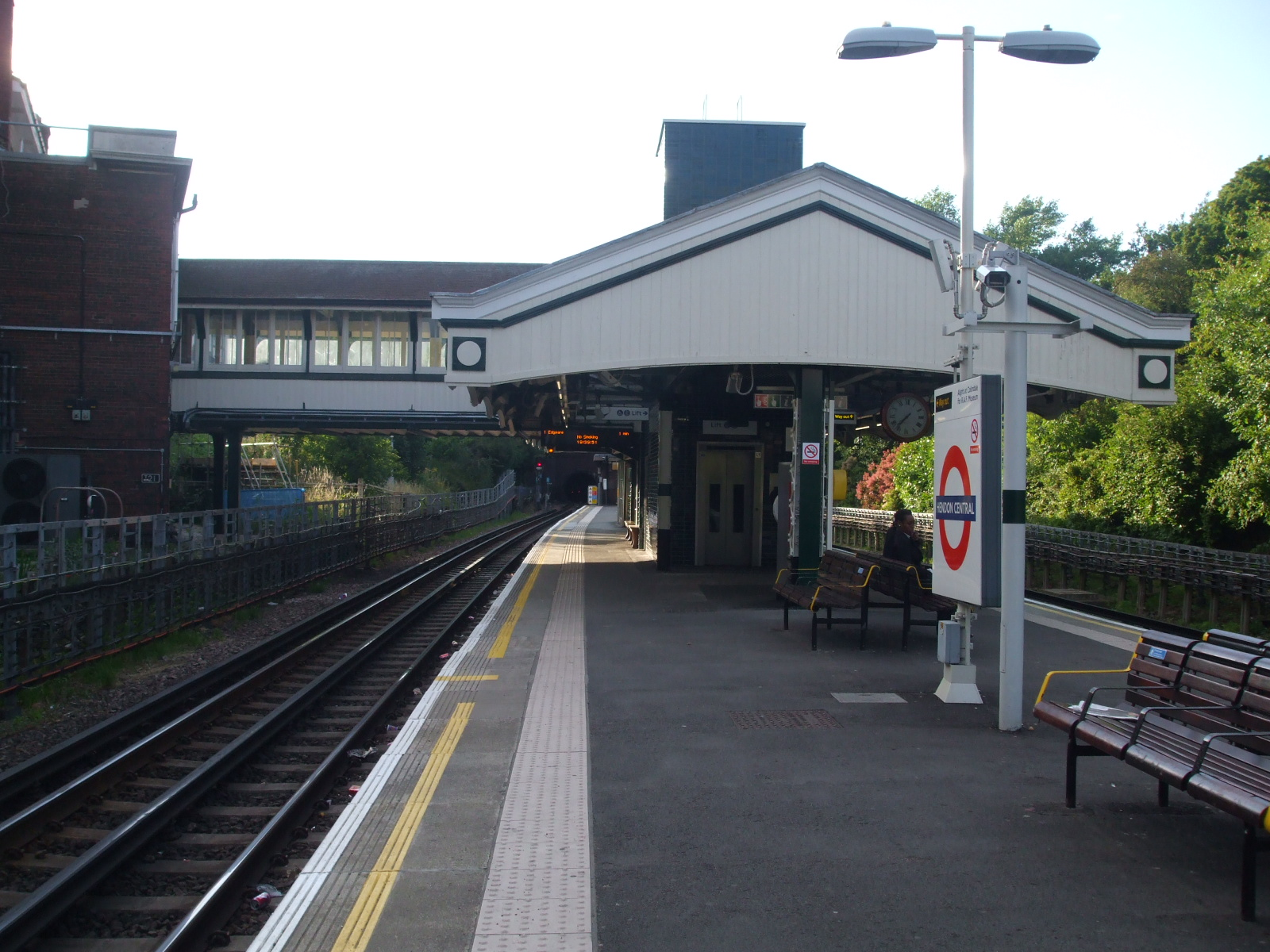
ホーム南端から北を見る。トンネルの入口が見える。
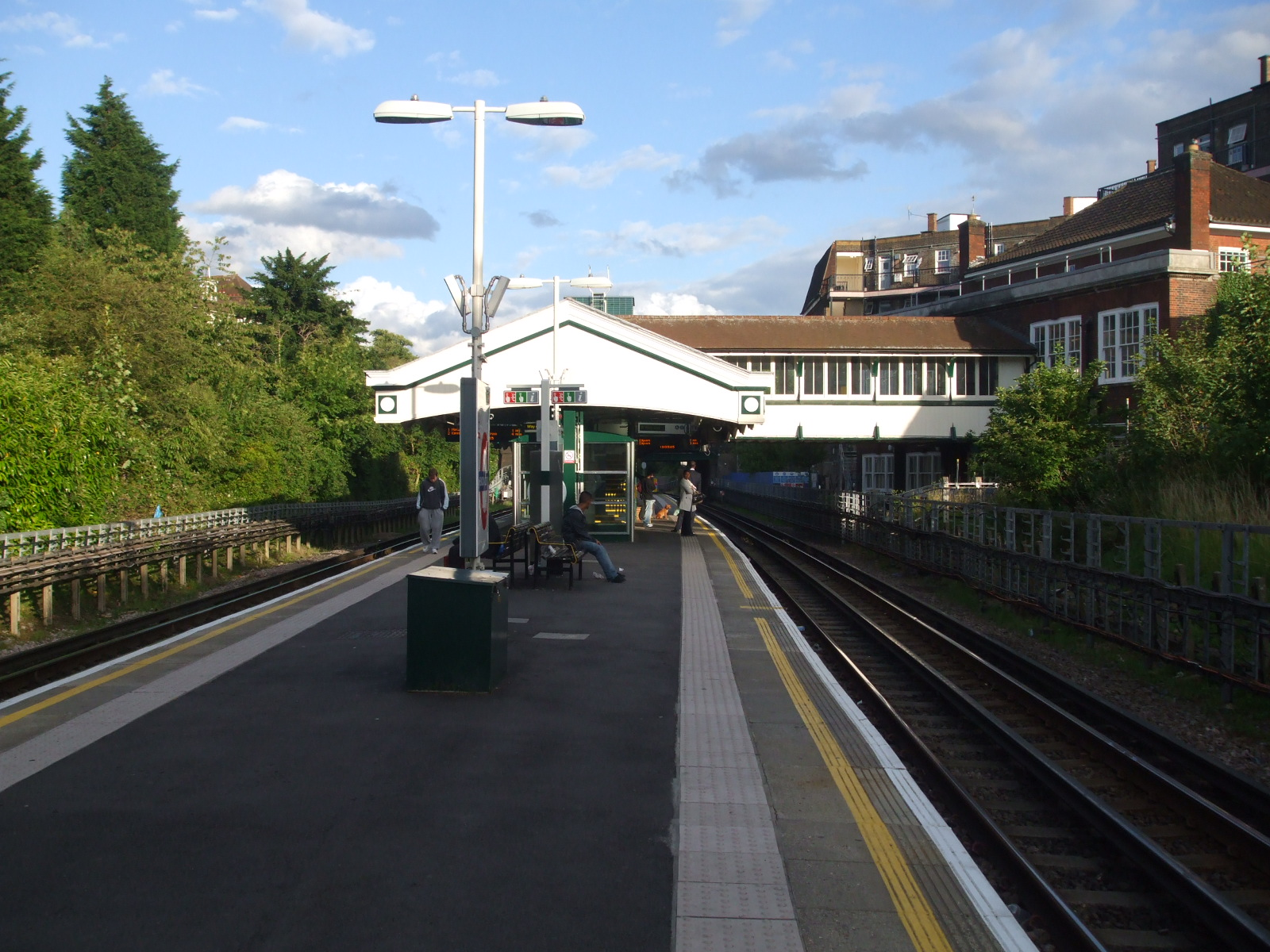
ホーム北端から南を見る。
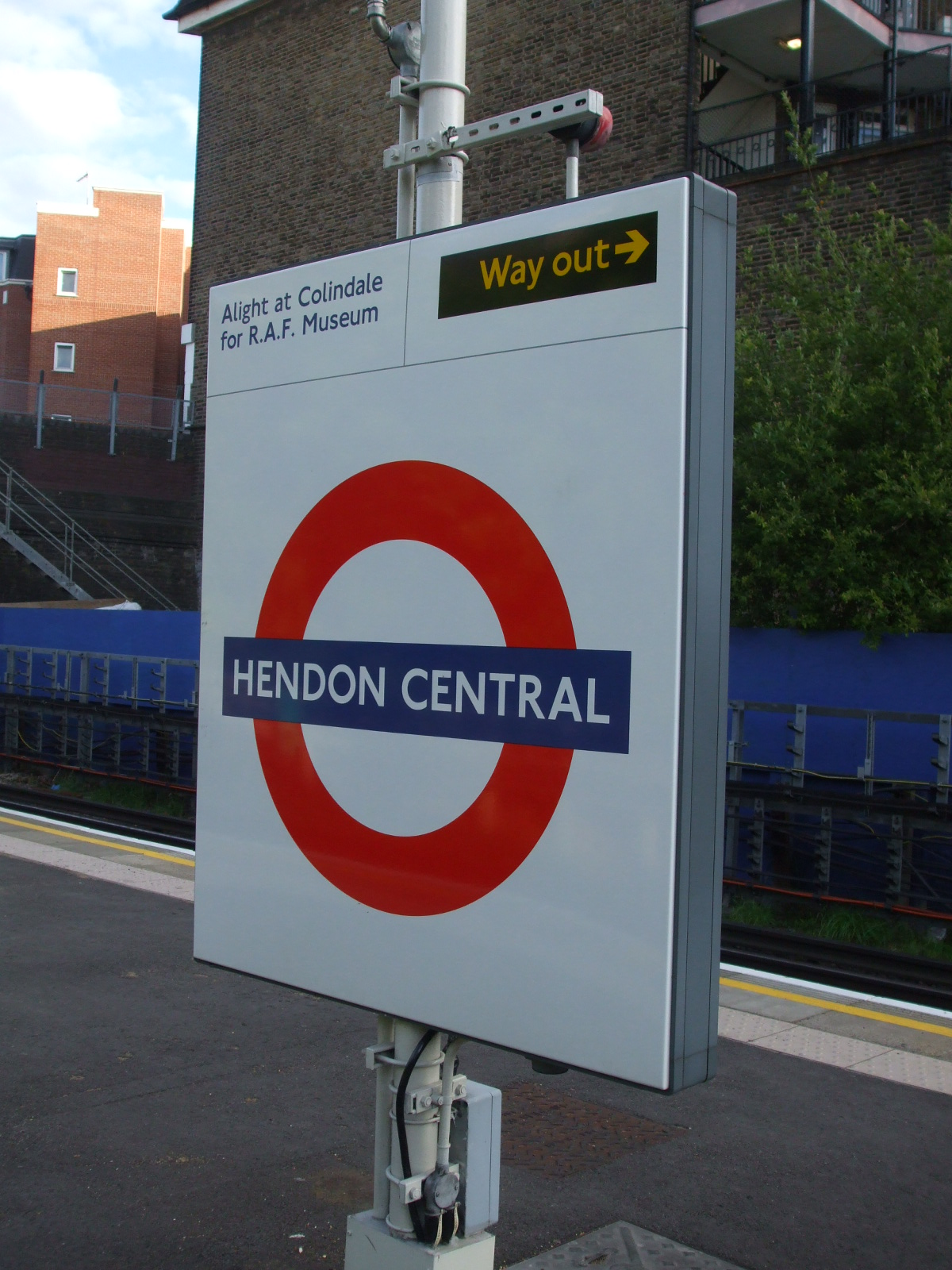
駅名標
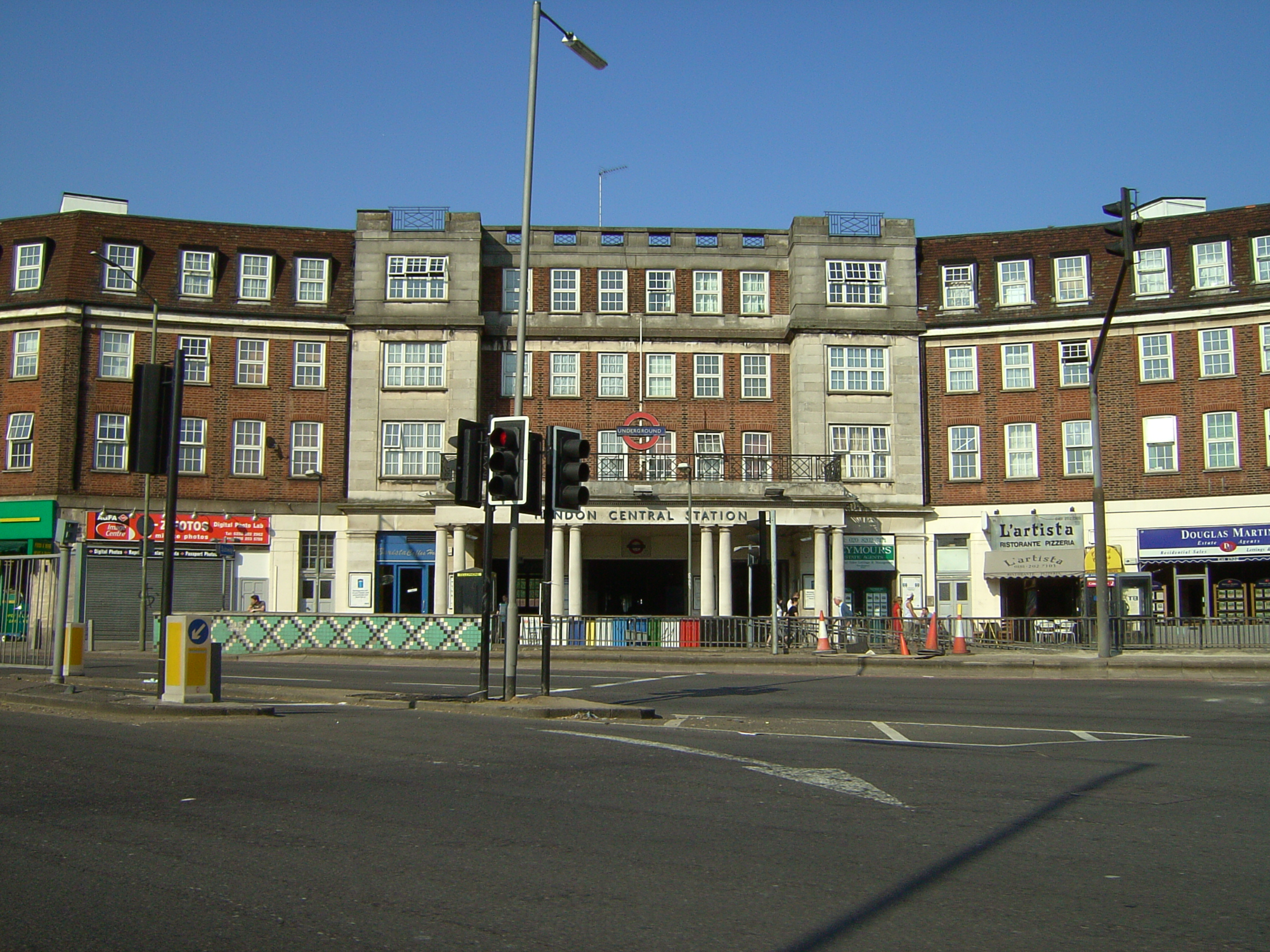
駅舎

## External links
- ロンドン交通博物館の画像アーカイブ
  - Construction of Hendon Central station, 1922
  - Partially completed station, 1923
  - Crowd waiting for the first opening of the station, 19 November 1923
  - Exterior of station on opening day, 19 November 1923
  - View of Platforms and tunnel entrances, 1924. Note rural landscape beyond station awaiting development.
  - Station building, 1929, now incorporated into a larger commercial building